# Skalice (Struhařov)
Skalice je malá vesnice, část obce Struhařov v okrese Benešov. Nachází se asi 3 km na západ od Struhařova. V roce 2009 zde bylo evidováno 27 adres. Skalice leží v katastrálním území Skalice u Benešova o rozloze 3,79 km². V katastrálním území Skalice u Benešova leží i Babčice, Budkov, Dolní Podhájí, Hliňánky, Horní Podhájí a Pecínov.

## Historie
První písemná zmínka o vesnici pochází z roku 1788.

## Galerie

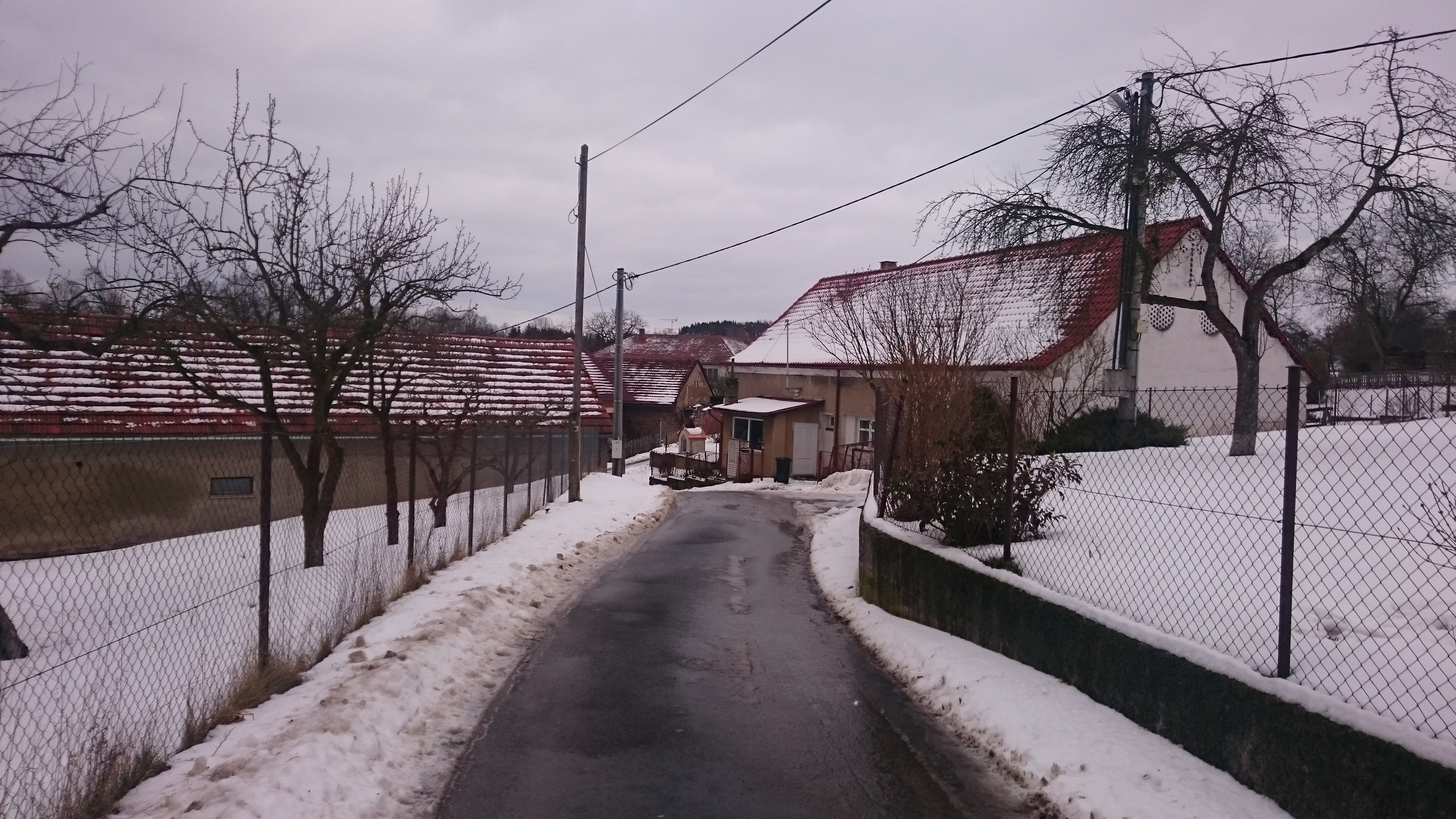
Ve vsi mezi zahradami
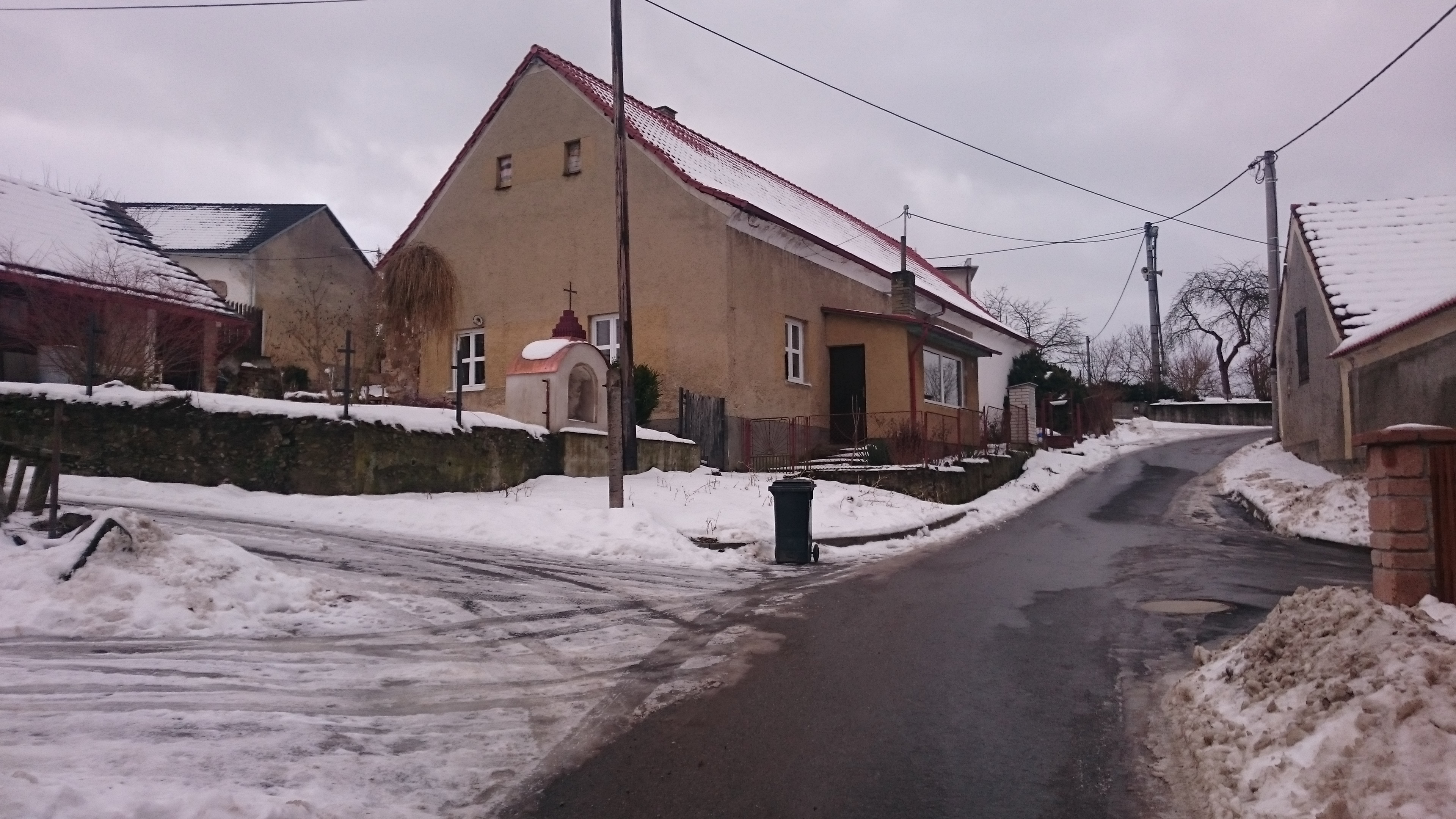
Dům a kaplička
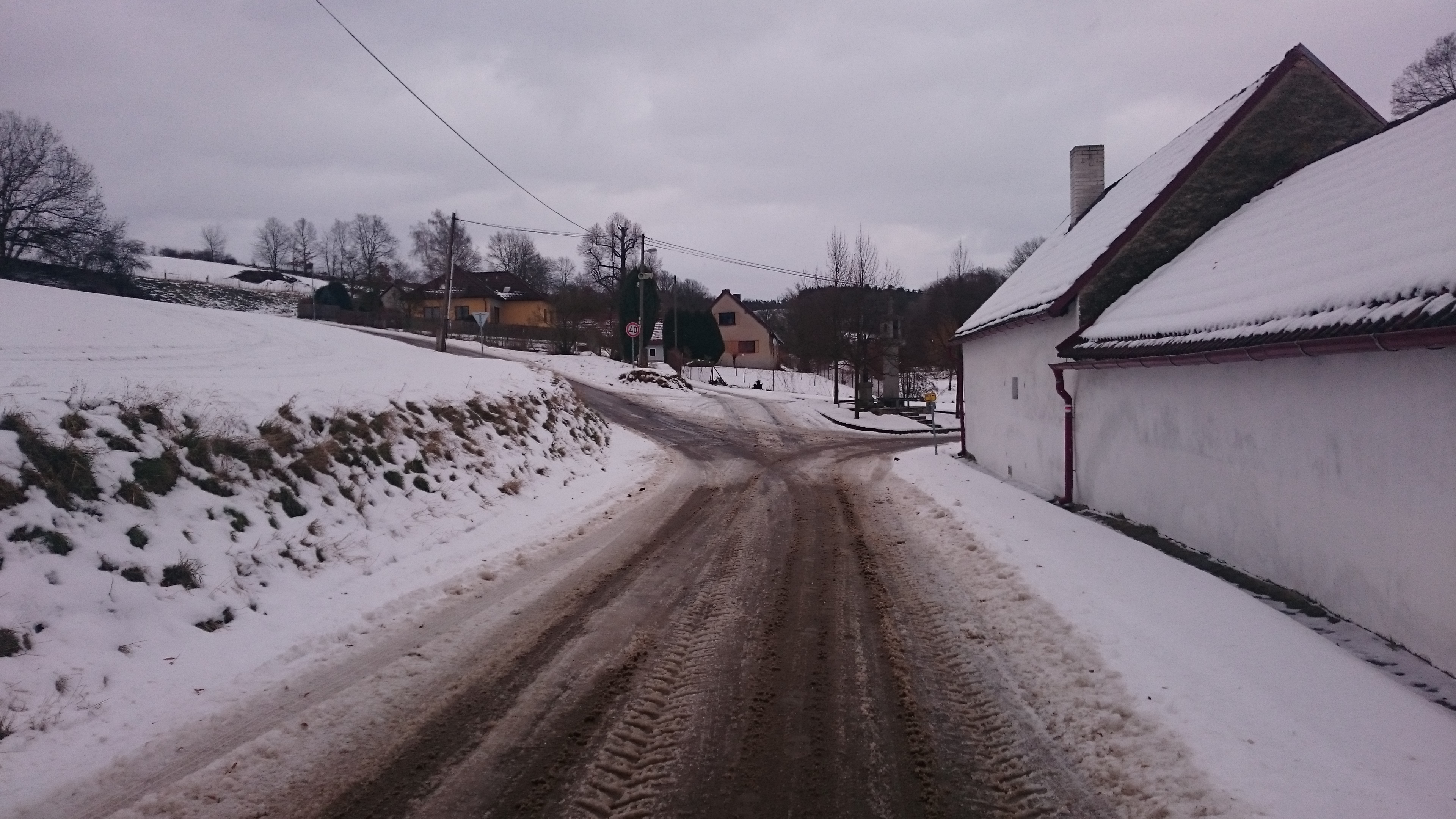
Cesta